# Ղ
Ghat, Ghad, o Ġat (mayúscula: Ղ; minúscula: ղ; en armenio: ղադ) es la decimoctava letra del alfabeto armenio. Representa la fricativa uvular sorda /ʁ/ en ambos variedades del idioma armenio. En el armenio clásico, se pronuncia como la aproximante lateral alveolar velarizada /ɫ/. Se suele ser romanizado con el dígrafo Gh, la letra Ġ o con la letra Ł. Creada por Mesrop Mashtots en el siglo V d. C., tiene un valor numérico de 90.

## Galería

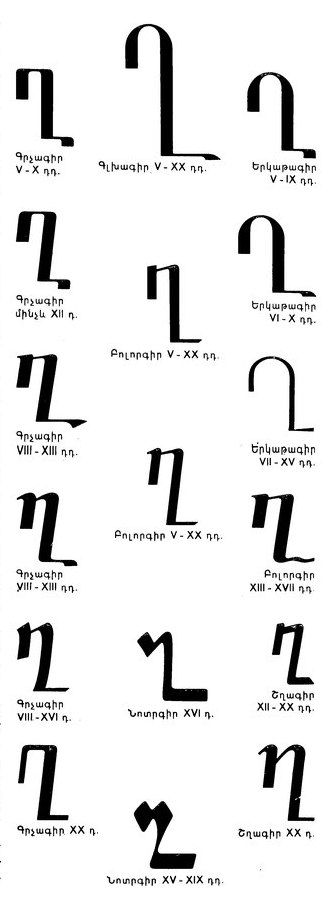
Varias fuentes históricas

Erkat'agir
Grchagir
Bolorgir
Notrgir
Shghagir
Forma tipográfica
Forma manuscrita

## Codificación
| Carácter      | Ղ                            | Ղ                            | ղ                          | ղ                          |
| ------------- | ---------------------------- | ---------------------------- | -------------------------- | -------------------------- |
| Unicode       | ARMENIAN CAPITAL LETTER GHAD | ARMENIAN CAPITAL LETTER GHAD | ARMENIAN SMALL LETTER GHAD | ARMENIAN SMALL LETTER GHAD |
| Codificación  | decimal                      | hex                          | decimal                    | hex                        |
| Unicode       | 1346                         | U+0542                       | 1394                       | U+0572                     |
| UTF-8         | 213 130                      | D5 82                        | 213 178                    | D5 B2                      |
| Ref. numérica | &#1346;                      | &#x542;                      | &#1394;                    | &#x572;                    |